# Assemblée parlementaire de partenariat

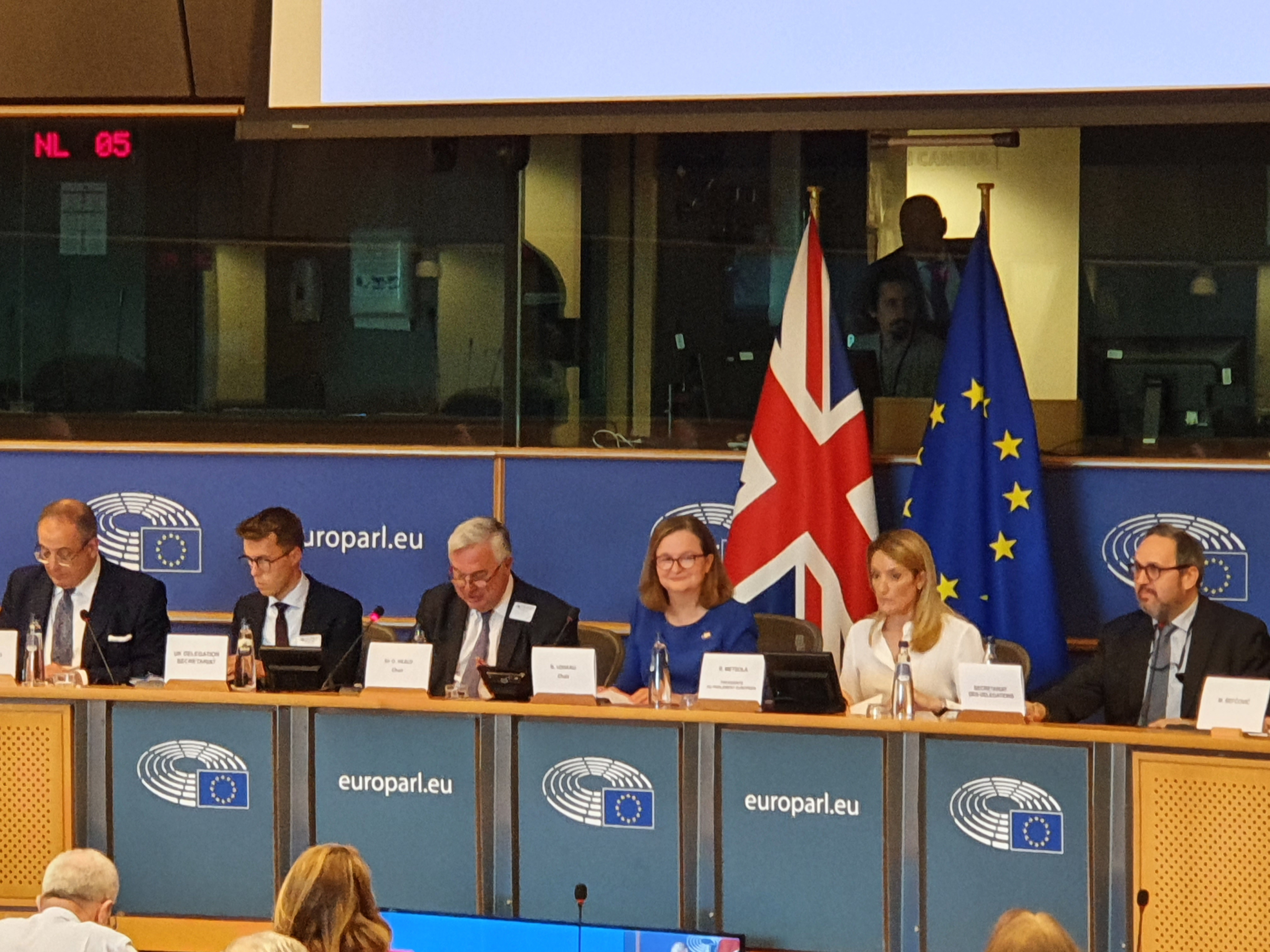
Constitution de l'APP.

L’Assemblée parlementaire de partenariat (APP) est une assemblée composée de députés du Parlement européen et de membres de la Chambre des communes du Royaume-Uni. Elle a été fondée [Quand ?].
En [Quand ?], l'Assemblée est coprésidée par Oliver Heald et Nathalie Loiseau.

## Composition
L'Assemblée est composée de 70 membres, 35 membres de la Délégation permanente du Parlement européen à l'Assemblée parlementaire UE-Royaume-Uni et 35 membres de la Chambre des communes.

## Fonctionnement
L'assemblée se réunit deux fois par an, alternativement à Londres et à Bruxelles. Elle est coprésidée par les présidents de chacune des délégations.

## Sources